# Domaine de Montgaillard
Le domaine de Montgaillard est une ancienne plantation coloniale de l'île de La Réunion, département et région d'outre-mer français dans le sud-ouest de l'océan Indien. Située sur le territoire communal de Saint-Denis dans le quartier de Montgaillard, elle est inscrite en totalité à l'inventaire supplémentaire des Monuments historiques depuis le 14 août 2000,. Elle a été rachetée par la Région Réunion en 2011.

## Histoire
Chronologie des propriétaires
- 18 août 1807 : Le négociant et planteur Jean-Charles Jullienne (1748-1845) achète le domaine à Guy-Maurice de Fayard (1742-1807), enseigne de vaisseau arrivé à l'île Bourbon avant 1776. La propriété descend alors jusqu'à la mer au Nord et s'arrête au Sud à la Montagne.
- 9 juin 1835 : Marie-Louise-Françoise-« Hortense » Jullienne (une des filles de Jean-Charles Jullienne) épouse Soleille, hérite de la propriété.
- 29 avril 1837 : Gaspard-Victor de Heaulme de Loricourt (1788–1832) achète la propriété à sa cousine, madame Justin Soleille, qui demeure à Paris.
- 20 décembre 1848 : le commissaire Sarda-Garriga met en application le décret qui abolit définitivement l'esclavage. Il s'accompagne toutefois de l'indemnisation des propriétaires esclavagistes par le contribuable français. Gaspartd-Victor de Heaulme touche ainsi, en 1849, la somme de 11 560 Francs-or en compensation du préjudice financier causé par l'affranchissement de ses esclaves.
- 1854 : Marie-« Nanette » de Heaulme, fille de Gaspard-Victor de Heaulme et de Marianne Bellier (1791-1832) épouse de Jacques Marais Dierx, hérite de la propriété. Ce sont les parents de Marais-Victor-« Léon Dierx » (1838-1912).
- 9 juin 1880 : Édouard et Léon Renard avec Mathieu Sevrin, négociants nantais récupèrent la propriété car les Dierx ruinés par l'effondrement du cours du sucre sont dans l'impossibilité de rembourser leurs dettes.
- 10 décembre 1880 : La propriété est achetée par Stanislas Morange.
- 25 mars 1882 : Marie Selec, épouse de Prosper Morange, achète le domaine à Stanislas Morange (oncle de son mari).
- 9 septembre 1937 : Les huit enfants Morange (Fanny, René, Marie, Magdeleine, Marthe, Suzanne, Pierre, Henri) héritent conjointement de la propriété à la suite du décès de Marie Selec, leur mère. Ce sont les Morange qui ancrent la propriété dans son rôle de demeure de changement d'air. Henri Morange apportera des modifications aux bâtiments dans cette perspective.
- 11 mai 1971 : Les propriétaires de Montgaillard, Marthe, Suzanne et Henri Morange font donation de la propriété à la Fondation «Les Orphelins Apprentis d'Auteuil». Le site devient un centre de formation à vocation agricole.
- 18 juin 2004 : Le groupe Cadjee achète le terrain aux «Orphelins Apprentis d'Auteuil».
- 19 juillet 2011 : La Région Réunion fait l'acquisition du domaine qui devient Moca (Montgaillard Culture et Art).